# Haus Reinhardtsberg
Haus Reinhardtsberg ist ein Weinberghaus im Radebeuler Stadtteil Niederlößnitz in der Oberen Bergstraße 44. Es ist benannt nach dem ehemaligen Besitzer Johann Reinhardt, der das mit Stützmauer und Toreinfahrt denkmalgeschützte Gebäude 1897 erwarb. Das Anwesen liegt im Denkmalschutzgebiet Historische Weinberglandschaft Radebeul. Der Denkmalschutz bestand schon zu DDR-Zeiten.

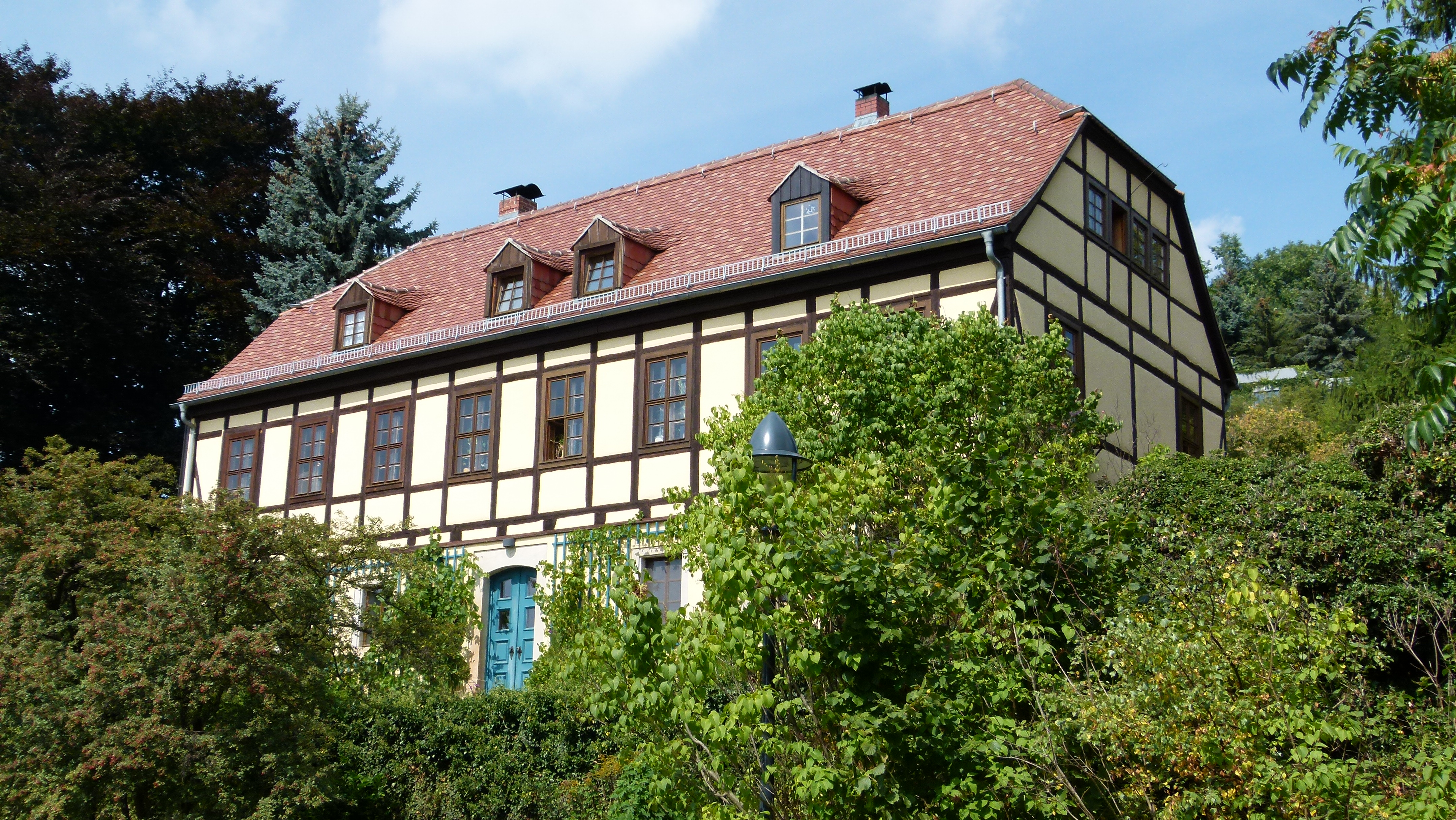
Haus Reinhardtsberg

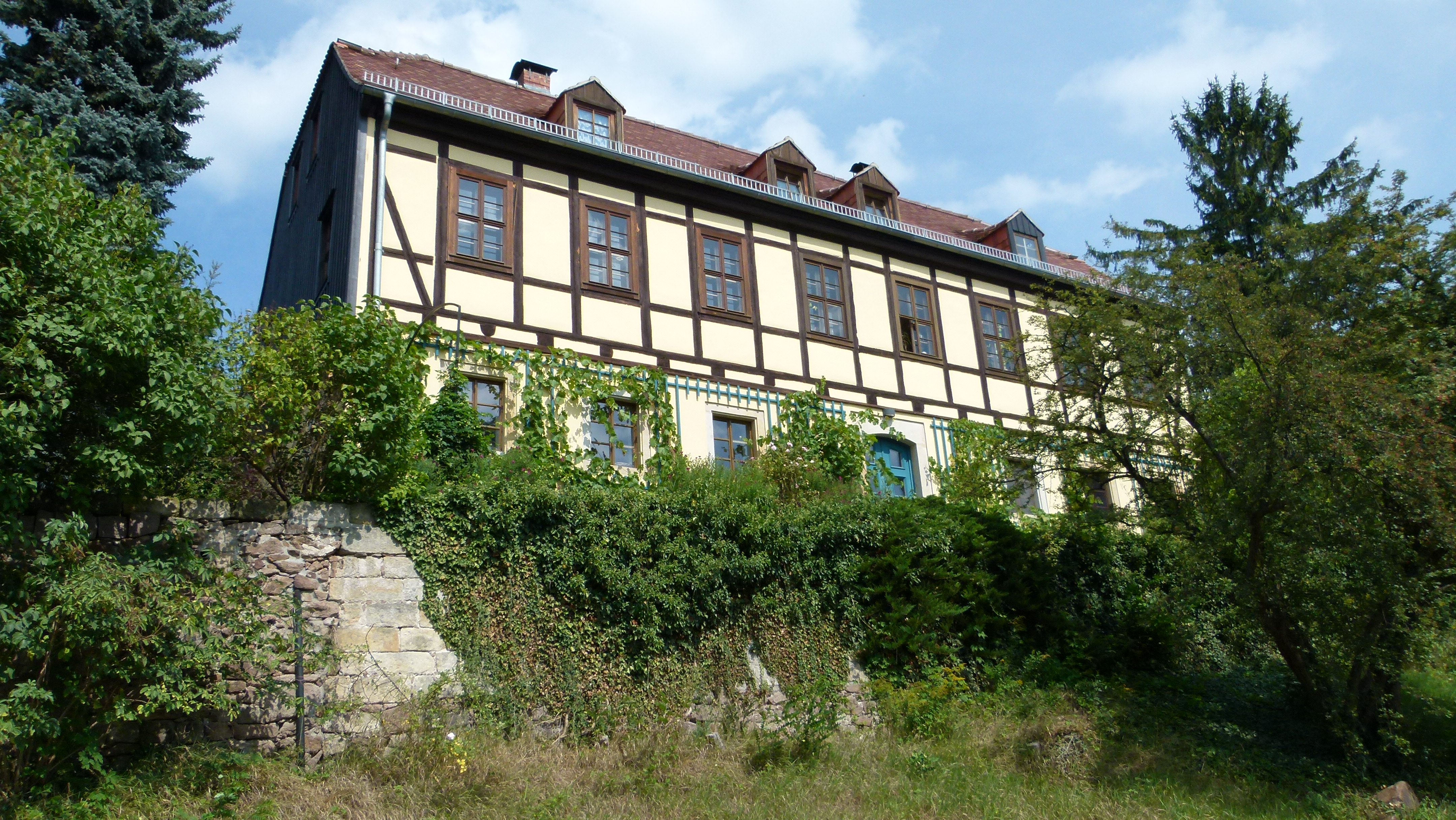
Haus Reinhardtsberg

## Beschreibung

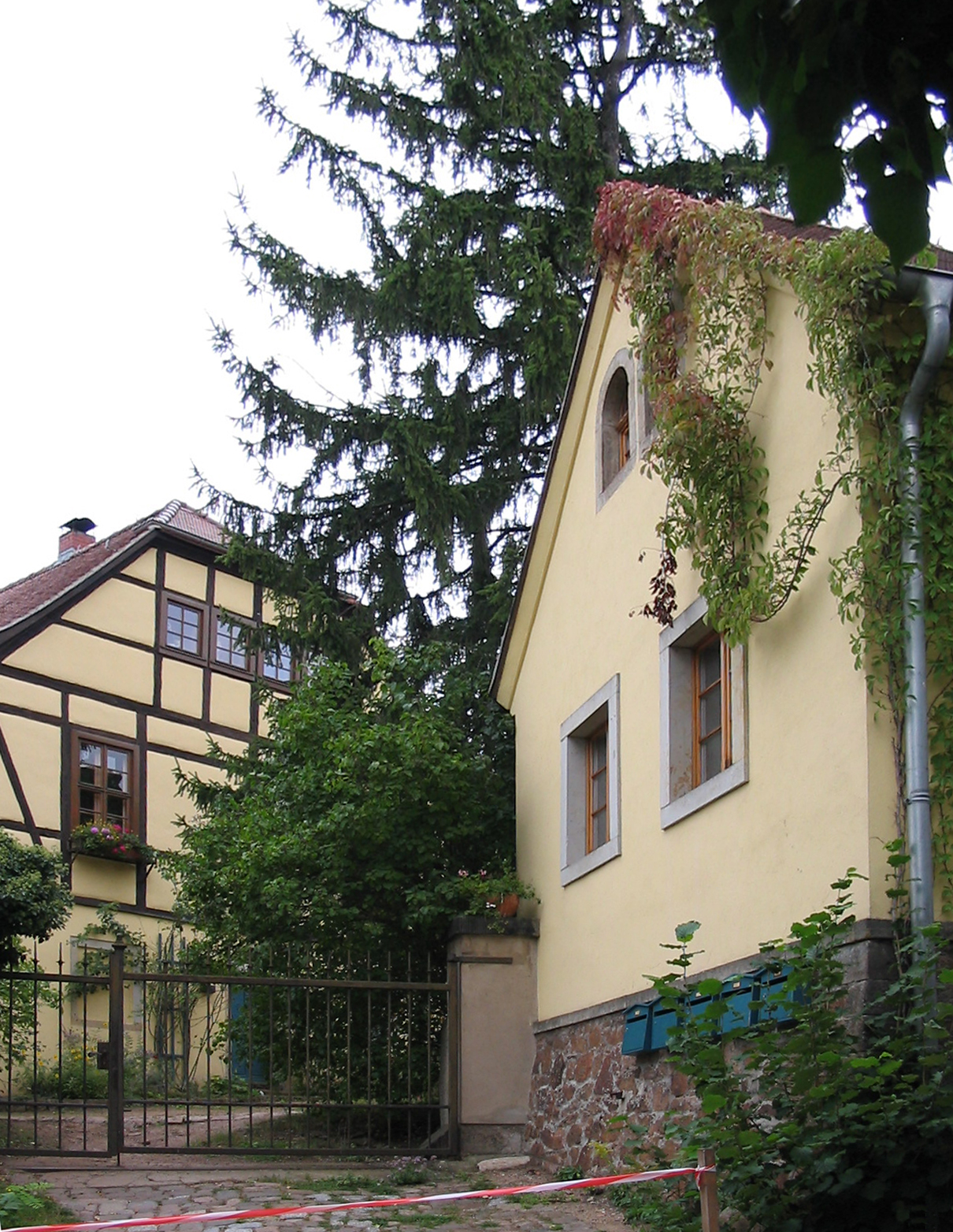
Haus Reinhardtsberg, Tor mit Wirtschaftsgebäude. Nach rechts führt der Anstieg zur Villa Oswald.

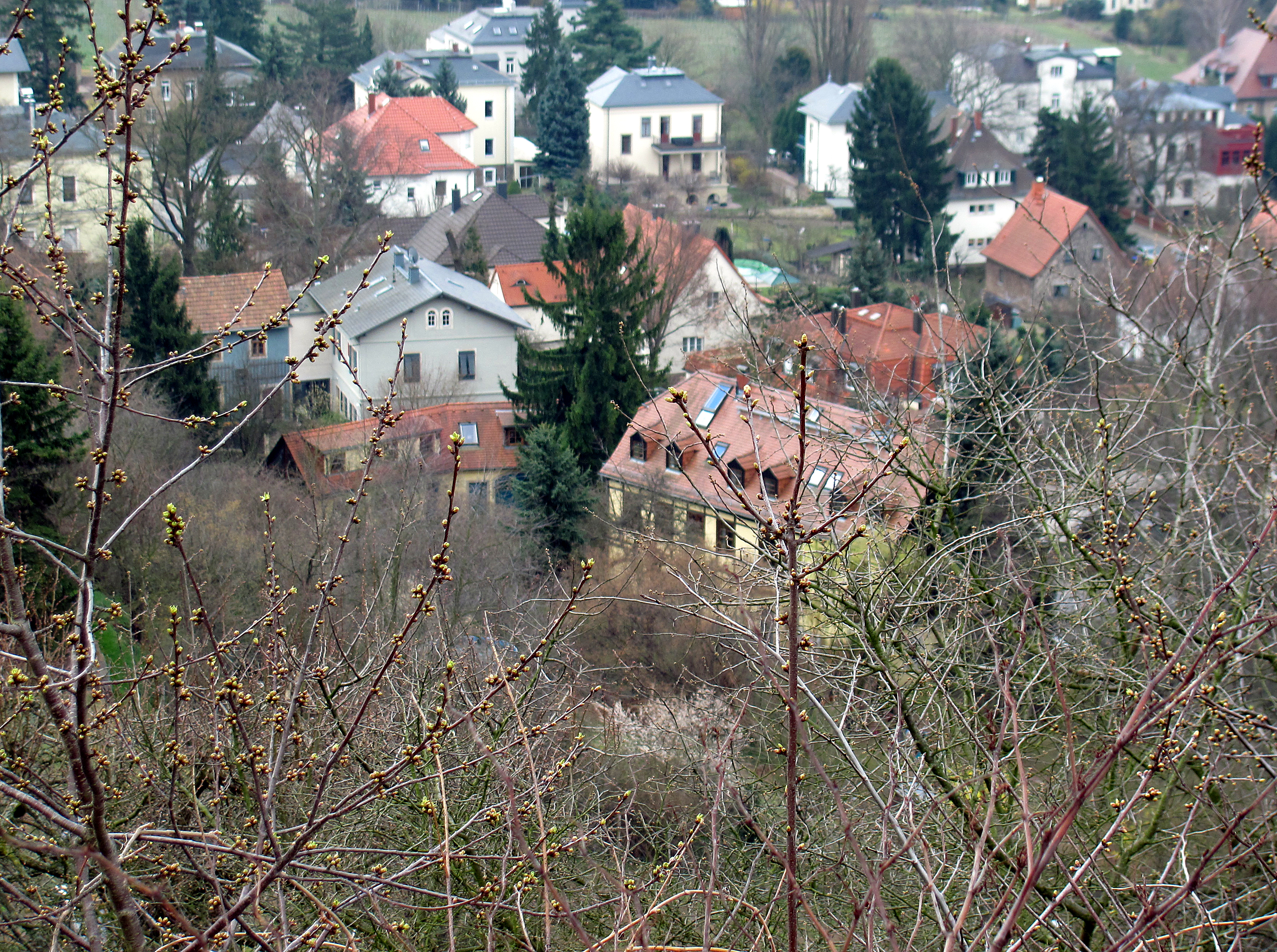
Bergseitiger Innenhof von Haus Reinhardtsberg (Bildmitte) und bergseitig stehendem Nebengebäude. Darüber die Villa Oswald mit nach links angeschlossenem Nebengebäude

Haus Reinhardtsberg und die Villa Oswald im 19. Jahrhundert. Blick auf Kötzschenbroda

Das zweigeschossige Winzerhaus mit massivem Naturstein-Erdgeschoss und ehemals verbrettertem Fachwerk-Obergeschoss hat ein Krüppelwalmdach mit Giebelgauben.
Etwa mittig in der Straßenansicht befindet sich die Eingangstür mit einem Stichbogensturz. Die Fenster im Erdgeschoss sind durch Sandstein-Gewände eingefasst, daran befanden sich lange Jahre Klappläden.
Das Gebäude steht auf einem großen, in den Hang hineingebauten Weinkeller, im Erdgeschoss befanden sich ein Pressraum und die Winzerwohnung.
Das Grundstück wird zur Straße hin und zur Einmündung des Ledenwegs durch eine hohe Naturstein-Stützmauer abgefangen, seitlich rechts befindet sich eine Toranlage mit einem Eisentor zwischen Sandsteinpfeilern. Rechts oberhalb des Tors steht ein eingeschossiges, verputztes Wirtschaftsgebäude mit einem Satteldach.

## Geschichte
Die erste schriftliche Erwähnung des Lezenitzbergs (Lößnitz) findet sich in einer Urkunde des Meißner Bischofs Withego I., der 1286 den Dresdner Rat mit dem oberhalb des heutigen Hauses Reinhardtsberg (Obere Bergstraße) gelegenen Weinberg sowie dem Aldenberg (siehe Minckwitzscher Weinberg) belehnte. Dieser wiederum überließ einen Teil davon sofort, den Rest 1329 dem Dresdner Maternihospital (darum später auch Spittelberge).
Im Jahr 1770 wurde am Fuß des zu jenem Zeitpunkt Hausberg genannten Weinbergs ein baufälliges Vorgängergebäude durch ein langgestrecktes Weinberghaus mit Weinkeller und Krüppelwalmdach ersetzt. Im Erdgeschoss des Hauses befand sich ein Pressraum, außerdem gab es noch eine Weinbergsbesitzerwohnung und eine Winzerwohnung. 1777 wird berichtet, dass „...die Einkünfte des Hospitals sehr ansehnlich sind...“ sowie dass ein „...ansehnliches Weinberghaus bei Kötzschenbroda, statt des vorher sehr baufälligen erbaut worden ist...“.
Der Dresdner Rat verkaufte 1833 das Anwesen für 4.100 Taler an den Rittergutsbesitzer Rudolph von Römer auf Löthain und Neumark, nach dem der Weinberg Römerberg genannt wurde. 1897 verkaufte dessen Sohn Paul das Anwesen an Johann Reinhardt (Johanna verehel. Reinhardt), dessen Namen das Anwesen heute noch trägt. Der Weinberg heißt heute entsprechend Reinhardtsberg. 1914 werden Reinhardts Erben als Besitzer genannt, 1925 der Oberregierungsrat a. D. Erich Förster.
Seit den 1990er Jahren wurde das Haus denkmalgerecht saniert, heute befinden sich dort mehrere Wohnungen.